# Benelli (Waffenhersteller)
Benelli (auch Benelli Armi genannt) mit Sitz in Urbino ist ein italienischer Hersteller von Handfeuerwaffen für private, polizeiliche und militärische Verwendung, der vor allem für seine Flinten bekannt ist.
Das 1967 von den Brüdern Benelli (die auch Motorräder produzierten) gegründete Unternehmen gehört seit 2000 zum Waffenhersteller Beretta.

## Flinten
- M1 (Super 90) Kaliber 12/76
- M2 (Super 90) Kaliber 12/70 und Kaliber 12/76

Die M2 ist der Vorgänger der SBE II; Anderer Systemkasten und Schutz am Abzug. Wird von Benelli in einer Version für Polizei und Militär unter der zusätzlichen Bezeichnung „Tactical“ und für Jäger unter der Bezeichnung „Field“ angeboten.
- M3 (Super 90) Kaliber 12/70 und Kaliber 12/76

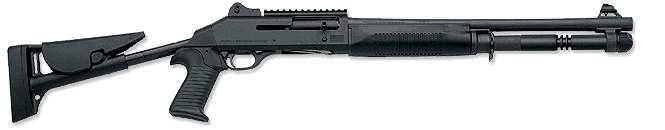
Benelli Super 90-M4

- M4 (Super 90) Kaliber 12/76

Die Benelli Super 90-M4 ist eine Flinte im Kaliber 12/76. Weiterhin ist die M4 ein Gasdrucklader, im Gegensatz zu den Vorgängermodellen M1 – M3, die Rückstoßlader sind. 1999 bestellte das Verteidigungsministerium der Vereinigten Staaten unter der Bezeichnung XM1014 Joint Combat Shotgun 20.000 Stück zuerst für die Marines und später für alle Truppengattungen.
- Super Black Eagle II (SBE II) Kaliber 12/70, Kaliber 12/76 Kaliber und 12/89

Die SBE ist eine halbautomatische Jagdflinte im Kaliber 12/89, die in verschiedenen Farbvarianten, auch Camouflage (Schilf- und Waldoptik) ausgeliefert wird. Der Standardlauf hat eine Länge von 71 cm. Neben dem Super Magnum Kaliber 12/89 kann die Waffe auch mit Munition der Kaliber 12/70 und 12/76 geladen werden.
- Nova Kaliber 12/70, Kaliber 12/76  und Kaliber 12/89
- SuperNova Kaliber 12/70, Kaliber 12/76 und Kaliber 12/89
- Raffaello Kaliber 12/76
- Raffaello CrioComfort Kaliber 12/76
- Vinci Kaliber 12/70 und Kaliber 12/76
- Super Vinci Kaliber 12/70, Kaliber 12/76  und Kaliber 12/89
- 828U Kaliber 12/76  Die 828U ist die erste Bockdoppelflinte von Benelli und wurde 2015 erstmals auf der Shot-Show sowie auf der IWA vorgestellt. Diese verfügt über einen Blockverschluss.

## Sportpistolen
- Benelli MP90S Kaliber .22 / .32
- MP 95E Kaliber .22 / .32

Halbautomatische Kleinkaliber Sportpistole mit Nill-Schichtholzgriff, 9-Schuss-Magazin und serienmäßiger Weaver-Schiene.
- Benelli B76